# 정글피쉬
《정글피쉬》는 한 고등학교의 시험지 유출 사건을 모티브로 기획 및 제작한 한국방송공사의 청소년 드라마로, 2008년 5월 5일 저녁에 KBS 2TV에서 방송하였다. 김포외고 시험지 유출 사건이 소재가 되었다.
이 드라마는 2009년 3월 4일 재방송 되기도 했다.
미국 피버디상 등을 수상하며 작품성을 인정받아 2010년 9월 23일에 극장판으로도 특별 개봉되었다.

## 방송 일시
| 방송 채널 | 방송일          | 방송 시간                       | 주석  |
| --------- | --------------- | ------------------------------- | ----- |
| KBS 2TV   | 2008년 5월 5일  | 월요일 저녁 7시 20분 ~ 8시 20분 | [ 5 ] |
| KBS 1TV   | 2008년 8월 8일  | 금요일 오후 1시 ~ 2시           | [ 6 ] |
| KBS 1TV   | 2009년 3월 4일  | 수요일 오후 2시 5분 ~ 3시       | [ 7 ] |
| KBS 1TV   | 2009년 4월 25일 | 토요일 오후 2시 ~ 3시           | [ 8 ] |
| KBS 1TV   | 2009년 8월 4일  | 화요일 오후 2시 10분 ~ 3시 10분 |       |

## 줄거리
재타는 블로그에 일상생활을 사진, 음악, 동영상 등을 통해 표현함으로써 학생들 사이에서 인기를 끌게 된다. 그 블로그를 통해 재타 주변의 아이들은 자신들의 고민을 털어놓기도 하고 서로의 문제를 해결하기도 한다. 어느 날, 그가 다니고 있는 학교에서 특수 과외를 통한 시험지 유출 사건이 발생한다. 나서기를 좋아하는 반장은 재타를 이끌고 "누가 그 사건의 주인공인지?"를 확인하기 위해 문제를 파헤치게 되고 사건은 재타의 블로그를 통해 점점 증폭하게 된다. 이 사건을 통해 재타와 친구들은 점점 갈등에 빠지게 되고 "우정과 성공에 대한 가치"에 대해 회의를 품게 된다.

## 등장 인물
- 김수현 : 한재타 역
- 박보영 : 이은수 역
- 장기범 : 한동희 역
- 민지 : 강솔 역
- 서혜진 : 나미래 역
- 황찬성 : 박영삼 역
- 김동범 : 스피커 역
- 김범태 : 우피 역
- 김C : 한재타의 삼촌 역
- 김정균 : 한재타의 담임 역
- 김희령 : 이은수의 어머니 역
- 이주석 : 이은수의 담임 역
- 김경록 : 강사 역
- 나하중 : 학생주임 역
- 구정면 : 교감 역

## 수상 경력
- 2008년 일본 동아시아 PD포럼 우수상
- 2008년 ABU상 TV 청소년 부문 최우수상
- 2008년 서울 드라마 어워즈 어린이 · 청소년 부문 최우수상[9]
- 2009년 피바디 상[10]

## 같이 보기
- 정글피쉬 2
- 김포외국어고등학교 : 해당 사건의 발단이 된 학교